# اساسینز کرید: برادری
اساسینز کرید: برادری (به انگلیسی: Assassin's Creed: Brotherhood) یک بازی ویدئویی در سبک اکشن-ماجراجویی و مخفی‌کاری و سومین نسخه اصلی در مجموعه بازی‌های اساسینز کرید به‌شمار می‌رود که توسط استودیوی یوبی‌سافت مونترآل ساخته شده و به‌وسیلهٔ یوبی‌سافت در نوامبر ۲۰۱۰ برای پلی‌استیشن ۳ و ایکس‌باکس ۳۶۰ و سپس در مارس ۲۰۱۱ برای مایکروسافت ویندوز منتشر شد. نسخهٔ بازسازی شده برادری به همراه اساسینز کرید ۲ و دنباله آن، اساسینز کرید: افشاگری‌ها، به عنوان بخشی از مجموعه کالکشن اتزیو در ۱۵ نوامبر ۲۰۱۶، برای کنسول‌های پلی‌استیشن ۴ و ایکس‌باکس وان، و ۱۷ فوریه ۲۰۲۲، برای نینتندو سوئیچ منتشر شد.
اتفاقات این قسمت از بازی در شهر رم و در دوره رنسانس رخ می‌دهد. این بازی مستقیماً دنباله‌ای از نسخه اساسینز کرید ۲ است و داستان اتزیو آئودیتوره و دزموند مایلز را به عنوان بازیگران اصلی روایت می‌کند. برادری؛ اولین بازی از مجموعهٔ اساسینز کرید محسوب می‌شود که دارای حالت چندنفره است و بازیکن برای اولین بار می‌تواند در پرتاب سلاح‌ها، چند چاقو یا یک اسلحه سنگین مثل تبر را پرتاب کند. ادامه‌ای بر این بازی با عنوان اساسینز کرید: افشاگری‌ها در سال ۲۰۱۱ منتشر شد. همچنین این بازی رتبه دوم بهترین بازی مجموعه بازی اساسین کرید از لحاظ نمره متاکریتیک می‌باشد.

## روند بازی
اساسینز کرید: برادری، یک بازی ویدئویی در سبک اکشن-ماجراجویی مخفی‌کاری است که در محیطی جهان باز و با زاویهٔ دید سوم شخص دنبال می‌شود که بر ایتالیای دورهٔ رنسانس تأکید دارد. روش بازی به مانند مجموعه‌های قبلی بالا رفتن از بلندی‌ها و دویدن بر فراز بام‌های شهر و در نهایت ترور هدف‌های مشخص شده در خفا است. سیستم جنگیدن نسبت به دو بازی پیشین پیشرفت کرده است و برای بار اول در مجموعه، علاوه بر بیش از ۴۰ ساعت بازی تک‌نفره، بازی‌کننده‌ها می‌توانند با یکدیگر نیز به بازی بپردازند.

## داستان
دزموند مایلز با استفاده از دستگاه آنیموس ۲٫۰ به یکی از خاطرات جدش، اتزیو آئودیتوره می‌رود تا بلکه بتواند سیب بهشتی را بیابد و جلوی فاجعهٔ پیشگویی شده را بگیرد. با این حال با اینکه تاریخ روی ۱۵۰۶ تنظیم شده است او به جایی دیگر می‌رود که در میان نبرد ویاناست. در آن‌جا اتزیو با دیدن محاصرهٔ ویانا به یاد محاصرهٔ مونتریجونی می‌افتد و متعاقباً دزموند به سال ۱۴۹۹ بازمی‌گردد.
اتزیو هنگامی پس از شنیدن حرف‌های مینروا سرداب مرموز واتیکان را ترک می‌کند، می‌فهمد رودریگو بورجیا فرار کرده و عصای بهشتی‌اش را جا گذاشته است. اتزیو سعی می‌کند عصا را از جایی که در زمین قرار دارد دربیاورد اما عصا از جایش تکان نمی‌خورد. ماریو آئودیتوره، عموی اتزیو او را صدا می‌زند تا سوار بر اسب از واتیکان بگریزند. اتزیو که نمی‌تواند تصمیم بگیرد که آیا سیب بهشتی را داخل رود تیبر بیندازد یا خیر، آن را به عمویش می‌دهد تا از آن نگهداری کند و سپس به سمت مونتریجونی بازمی‌گردند.
در اینجا اتزیو با گفتن این که رودریگو بورجیا را نکشته است نیکولو ماکیاولی را خشمگین می‌کند. کمی بعد حملهٔ چزاره بورجا، پسر رودریگو به مونتریجونی آغاز می‌شود و اتزیو که شب قبل را در حال معاشقه با کاترینا در ویلا بود، مجبور می‌شود با امکاناتی محدود به جنگ با محاصره‌کنندگان برود. در این محاصره ماریو کشته شده و اتزیو نیز توسط یک شمخال به سختی مجروح می‌شود و ویلا نیز ویران می‌گردد. کاترینا نیز توسط چزاره اسیر می‌شود. اتزیو به همراه خواهر و مادرش و دیگر ساکنان ویلا از تونل مخفی زیر شهر می‌گریزند. هرچند اتزیو قاتل عمویش را که به سمت رم می‌رود را تعقیب می‌نماید اما در بین راه بر اثر جراحت‌های وارده از هوش می‌رود.
دزموند از روی آنیموس در ون گروه حشاشین بلند می‌شود و می‌بیند به مونتریجونی در زمان حال آمدند. لوسی، ربکا و شاون برای او توضیح می‌دهند که اینجا آخرین جایی است که در ایتالیا هنور امن است و لوسی دربارهٔ اهمیت بازیابی سیب بهشتی اتزیو برای او تعریف می‌کند. آن‌ها در ویلا دنبال محراب زیرزمینی می‌گردند تا بتوانند در آنجا از دید برج‌های مخابراتی شرکت آبسترگو در امان بمانند اما در محراب قفل است. دزموند و لوسی از طریق راه مخفی‌ای که روزی اتزیو و همراهانش از آن فرار کرده‌اند به داخل ویلا رفته و در راه برای شاون و ربکا بازمی‌کنند. در محراب دزموند سایه‌ای اتزیوی سالخورده را می‌بیند که نشان می‌دهد سال‌ها بعد اتزیو برای هدفی نامعلوم به مونتریجونی بازگشته است. همچنین اتزیو نشانه‌هایی بر دیوار کشیده که دزموند با دید عقاب چند عدد را در آن می‌بیند. دزموند سپس دوباره روی آنیموس می‌نشیند و به ذهن اتزیو بازمی‌گردد.

### آزادسازی رُم
اتزیو در رُم در حالی چشمانش را باز می‌کند که خانهٔ زنی است که نمی‌شناسد. اتزیو پس از بیداری در حالی که هنوز کاملاً بهبود نیافته، قصد رفتن می‌کند و زن به او می‌گوید ماکیاولی در مقبرهٔ آگوستین مقدّس منتظرش است. اتزیو به محض دیدن شهر درمی‌یابد که مردم در فقر و گرسنگی به سر می‌برند و بورجیا با مأموران فاسد و بی‌رحمش آن‌ها را وحشت‌زده کرده است.
ماکیاولی در حال قدم زدن با اتزیو در شهر، قوانین بورجیا را توضیح می‌دهد. هنگامی که به یک اصطبل می‌رسند ماکیاولی به اتزیو می‌گوید که آن‌ها نمی‌توانند از آن استفاده کنند چون که بورجیا این مراکز را برای خودش برداشته و برج‌های مراقبتی که در منطقه است از بسته بودن آن‌ها مواظب می‌کند.
اتزیو که از این وضعیت به ستوه آمده، به برج‌های بورجیا حمله کرده و آن را منفجر می‌کند و سپس اصطبل و چندین مغازه (شامل فروشگاه تجهیزات پزشکی و شیمیایی مثل دارو و سموم، فروشگاه تجهیزات نظامی مثل زره و سلاح، فروشگاه وسایل پوشیدنی برای فروش لباس و کیف‌های حمل مهمات و فروشگاه وسایل کشیدنی مثل نقاشی و نقشه) را باز می‌کند و علاوه بر این از قدرت نفوذ خاندان بورجیا نیز می‌کاهد. ماکیاولی سپس تنها مقرِّ اساسین‌ها (حشاشین) در رم را به اتزیو نشان می‌دهد.
اتزیو در آنجا با یک متحد به نام فابیو اورسینی رو به رو می‌شود که جز نیروهای ویژهٔ پاپ است اما آرزوی سرنگونی بورجیاها را در دل دارد. سپس اتزیو از ماکیاولی دربارهٔ کسانی که می‌توانند کمکشان کنند سؤال می‌کند و ماکیاولی می‌گوید که گروه‌های مختلف آنقدر درگیر مشکلات خودشان هستند که توانایی یاری رساندن به حشاشین را ندارند.
اتزیو برای جلب یاری آن‌ها ابتدا به سراغ لاوُلپه اَدورمنتاتا می‌رود که رهبر گروه زیرزمینی سارقان شهر است. اتزیو لاولپه را در مشکلاتش یاری می‌کند و سپس پایگاهی برای سارقان می‌سازد که برای آن‌که موجب شکّ خاندان بورجیا نشود، آن را به شکل مهمان‌خانه درمی‌آورند.
سپس اتزیو سراغ بارتولومئو دِآلویانو و همسرش، پانتاسیلیا باگلیونی می‌روند که رهبری نیروهای مزدور را برعهده دارند. پانتاسیلیا از مشکلات همسرش در مقابل نیروهای بورجیا و نیروهای فرانسوی متحدشان، بارون دِ والویس برای اتزیو تعریف می‌کند. اتزیو برای کمک به حل این مشکلات یکی از برج‌های مراقبت را پس از کشتن فرمانده‌اش منفجر می‌کند و سپس پایگاهی نظامی برای مزدوران بارتولومئو می‌سازد.
در آخر اتزیو به سمت فاحشه‌خانه‌ای که به نام گل رُز (Rosa in Fiore) معروف است می‌رود تا با مدیرشان، مدونا سولاری دیدار کند اما به محض رسیدن به آن‌جا برای او توضیح می‌دهند که مدونا توسط تاجران برده گروگان گرفته شده است و برای آزادی او ۲۵۰۰ فلورین می‌خواهند. اتزیو با ۲۵۰۰ فلورین نزد آن‌ها می‌رود اما تاجران برده پس از گرفتن پول مدونا را کشته و قصد کشتن او را نیز می‌کنند. اتزیو آن‌ها را شکست داده و به ساختمان گل رز بازمی‌گردد و خواهرش، کلودیا و مادرش، ماریا را آن‌جا می‌بیند. کلودیا پس از شنیدن خبر کشته شدن مدونا سولاری از اتزیو می‌خواهد تا ادارهٔ فاحشه‌ها را برعهده گیرد و او را در راه آزادسازی رم یاری نماید و اتزیو می‌پذیرد. سپس با پولی که برای آزادی مدونا سولاری جمع کرده بود، فاحشه‌خانه‌ای مجلل می‌سازد.
به این ترتیب اتزیو متحدان نیرومندی برای مقابله با خاندان بورجیا به دست می‌آورد و در مقر حشاشین در جزیرهٔ تیبر به همراه رهبران این سه گروه و ماکیاولی برای شکست بورجیا به بحث می‌نشیند.
اتزیو پس از این یک به یک برج‌های بورجیا را از میان برمی‌دارد و چزاره روز به روز قدرت و نفوذش بر رم کم می‌شود. متعاقباً اتزیو فروشگاه‌ها و اصطبل‌ها و مکان‌های دیدنی رم (مثل پانتئون و کلوسئوم) را خریده و آزاد می‌کند و به این ترتیب ابتکار عمل دست مردم می‌افتد و نرخ جرایم در شهر کاهش می‌یابد. لوکاس بلینی، رهبر حشاشین ایتالیا نیز اتحاد خود با عملیات آزادسازی رم اعلام می‌نماید.
سپس هر یک از مأمورین و گماشتگان چزاره در شهر را از میان برمی‌دارد تا قدرت چزاره از قبل نیز کمتر شود. همچنین اتزیو به مقرهای گروه موسوم به پیروان رومولوس که توسط چزاره و نیروهای ویژهٔ پاپ فرماندهی می‌شوند، رفته و رهبرانشان را کشته و کلیدهای گنج آن‌ها را برمی‌دارد. همچنین اتزیو نیروهای فرانسوی متحد چزاره را نیز از پیش رو برمی‌دارد.
پس از آن به‌طور پنهانی به قلعه سنت آنجلو رفته و لوکرتزیا بورجیا، خواهر چزاره را می‌بیند که در حال معاشقه با برادر خود است و چزاره به او قول داده تا در حکومت آینده‌اش ملکهٔ او باشد. پس از رفتن چزاره، اتزیو لوکربزیا را گروگان می‌گیرد و او را مجبور می‌کند تا کلید سلولی که کاترینا را در آن نگه می‌دارند به او بدهد. پس از زندانی کردن لوکرتزیا در همان سلول، در حالی که اتزیو نگهبانان را سرگرم می‌کند، کاترینا سوار بر اسب می‌گریزد.
اتزیو همچنین به افرادی که سودای جنگ با بورجیا را دارند کمک کرده تا به عنوان نیروهای حشاشین پرورش یابند و با دادن مأموریت‌هایی در شهرهای دیگر آن‌ها را برای جنگ پیش رو آماده می‌کند.
اتزیو می‌فهمد که برای از بین بردن نفوذ چزاره در رم باید متحدان او را از میان بردارد. نخستین متحد او که یک منبع مالی برای چزاره محسوب می‌شود، بانک‌دار است. کلودیا نیز توسط دختران زیردستش چنین چیزی را تأیید می‌کند و می‌گوید که سناتور اجیدیو تروچه مبلغی را به او بدهکار است.
اتزیو سناتور را پیدا می‌کند و می‌فهمد که توسط مأمور جمع‌آوری بدهی بانک‌دار مورد اذیت و آزار قرار می‌گیرد. اتزیو مأمور جمع‌آوری را کشته و سناتور را به جایی امن می‌برد. سپس اتزیو به او پیشنهاد می‌کند تا پولی که بدهکار است را تهیه کند و سناتور آن را به محل جمع‌آوری در پانتئون ببرد. اتزیو مأمور جمع‌آوری پول را کشته و لباس‌ها و زره و کلاه خود او را می‌پوشد. سپس پول را به ملازمان بانکدار می‌رساند و آن‌ها را تعقیب می‌کند تا به محلی که بانکدار آن‌جاست می‌رسد. سپس روی یک نیمکت نشسته و او بانکدار را به عنوان نخستین متحد چزاره می‌کشد.
پس از آن اتزیو می‌فهمد که چزاره اطمینان دارد که لوئی دوازدهم، شاه فرانسه، به او در مبارزاتش کمک می‌کند و سپاهش را در اختیارش می‌گذارد. فرماندهی نیروهای فرانسوی را بارون اکتاویان د والویس برعهده دارد که در آن زمان دشمنی‌اش با بارتولومئو در اوج است.
اتزیو با کمک بارتولومئو تصمیم می‌گیرد به سپاه فرانسویان حمله کرده و با از بین بردن نظمشان بارون را بکشد اما در این بین بارون همسر بارتولومئو، پانتاسیلیا را گروگان می‌گیرد و تسلیم بی قید و شرط بارتولومئو را در ازای آزادی او می‌خواهد.
در حالی که بارتولومئو راه دیگری نمی‌بیند آماده می‌شود تا خود را تسلیم بارون کند اما اتزیو برای نجات پانتاسیلیا نقشه‌ای می‌کشد و به او می‌گوید دست نگه دارد. او و مزدوران بارتولومئو لباس سربازان فرانسوی را می‌پوشند و به عنوان کسانی که بارتولومئوی تسلیم شده را همراهی می‌کنند بدون اینکه شکی را برانگیزند وارد کمپ فرانسویان می‌شوند.
نقشه به خوبی اجرا می‌شود و اتزیو به مزدوران دستور می‌دهد تا حمله را شروع کنند. البته بارون به همراه پانتاسیلیا فرار می‌کند و به پشت کمپ می‌رود اما اتزیو بدون آنکه دیده شود می‌رود و او را می‌کشد و پانتاسیلیا را آزاد می‌کند.
پس از ضعیف شدن چزاره و نیروهایش، اتزیو پی می‌برد که حالا زمان کشتن او فرار رسیده است. برای این کار اتزیو باید به صورت ناشناس وارد قلعه سنت آنجلو شود. لاولپه پیشنهاد می‌کند برای این کار از کلیدی که دست پیترو روسی، معشوق لوکرزیا لورجیاست استفاده کند.
اتزیو سپس پی می‌برد که چزاره به رابطهٔ پیترو با خواهرش پی برده و جلادش، میچلتو کورلا را برای کشتن او در حین برگزاری یک نمایش مصائب در کلوسئوم فرستاده است.
اتزیو می‌داند که اگر پیترو کشته شود او هرگز نمی‌تواند به چزاره دست یابد، به همین دلیل تصمیم می‌گیرد تا به او کمک نماید. اتزیو لباس مبدل می‌پوشد و به میچلتو نزدیک می‌شود تا نقشهٔ او را خنثی کند هر چند که میچلتو خاطرنشان می‌کند شرابی که پیترو در حین نمایش نوشیده، مسموم بوده است. به همین دلیل اتزیو او را به نزدیک‌ترین پزشک می‌رساند و سپس کلید را از او می‌گیرد.
هنگامی که اتزیو می‌رود پاگانینو را می‌بیند و به یاد می‌آورد او را قبلاً هنگام محاصرهٔ مونتریجونی دیده است. پاگانینو وقتی با اتزیو رو به رو می‌شود پا به فرار می‌گذارد و اتزیو او را دنبال می‌کند و درمی‌یابد که او از حشاشین جاسوسی می‌کرده و نه ماکیاولی (به عقیدهٔ لاولپه). پاگانینو با خنجر مخفی خود را می‌کشد و پیش از مردن فریاد می‌زند «زنده باد بورجیا». لاولپه که اطمینان یافته ماکیاولی جاسوس و خائن است نقشهٔ قتل او را کشیده و با اطلاعات جدید اتزیو خود را هر چه سریع‌تر به جزیرهٔ تیبر می‌رساند تا از مرگ ماکیاولی جلوگیری نماید.
پس از آن کلودیا آئودیتوره که توانایی‌هایش را در حفظ فاحشه‌خانه در برابر نگهبانان بورجیا نشان داده و سپس دیگر حشاشین نوآموز به فرقه وارد می‌شوند و اتزیو مرشد آن‌ها می‌گردد.
اتزیو با کلیدی که از پیترو گرفته وارد قصر سنت آنجلو می‌شود و به سمت آپارتمان پاپ می‌رود. سپس او می‌تواند از طریق یک پنجره وارد اتاق پاپ شود. در اینجا اتزیو شاهد یک مکالمه میان چزاره و پدرش رودریگو است که در آن چزاره درخواست فراهم آوردن منابع مالی و ارتشی است که از دست داده و رودریگو برای او توضیح می‌دهد این کار حشاشین است و درخواست کمک او را رد می‌کند.
چزاره رودریگو را تهدید می‌کند که اگر منابع مالی مورد درخواستش تأمین نشود او از سیب بهشتی برای پیشبرد خواسته‌هایش استفاده می‌کند. رودریگو می‌گوید که سیب بهشتی را پنهان کرده و چزارهٔ خشمگین از او می‌خواهد بگوید کجا پنهانش کرده است. در این میان لوکرزیا وارد اتاق می‌شود و به چزاره هشدار می‌دهد که پدرشان قصد دارد او را با سیب مسمومی که چزاره به آن یک گاز زده او را بکشد.
چزاره خشمگینانه آنچه در دهانش است را تف می‌کند و باقیماندهٔ سیب را به پدرش می‌خوراند. لوکرزیا به چزاره التماس می‌کند که بس کند و برای جلب توجه او می‌گوید که می‌داند سیب بهشتی کجا قرار دارد. چزاره او را به دیوار می‌چسباند و جای سیب را از او می‌پرسد. سپس در میان گریه‌های لوکرزیا داشتن عشق و محبت نسبت به او را انکار می‌کند.
پس از رفتن چزاره اتزیو وارد اتاق می‌شود و لوکرزیا که از برادرش سرخورده شده، جای سیب را به اتزیو نیز می‌گوید. اتزیو سعی می‌کند تا پیش از چزاره به حیاط جلویی کلیسای سن پیترو برسد.
اتزیو به موقع به آن‌جا می‌رسد و به توانایی چشم عقاب مکان سیب بهشتی را مشخص می‌کند و آن را پس می‌گیرد.
در دسامبر ۱۵۰۳، چزاره با باقیماندهٔ تمپلارهای وفادارش در دروازهٔ شهر رم ملاقات می‌کند و منتظر ارتشش که از میدان جنگ فراخوانده می‌شود. حشاشین که در کمین چزاره هستند به آن‌ها حمله می‌کنند اما چزاره به سلامت از شهر می‌گریزد. اما ارتشی که می‌رسد ارتش خود چزاره نیست بلکه ارتش فابیو اورسینی است که به پاپ جدید، ژولیوس دوم قول داده که او را دستگیر نماید. چزاره پس از دستگیری می‌گوید که زنجیرها نمی‌توانند او را نگه دارند. پس از این شهر رم به‌طور کامل از دست بورجیاها و تمپلارها آزاد می‌شود.
در سال ۱۵۰۴، چزاره به اسپانیا تبعید شده و در کاستیلو دلاموتا زندانی می‌شود اما کنت شهر، میچلتو کورلا به او یاری می‌رساند تا فرار نماید و برایش یک طناب تهیه می‌کند. چزاره یکی از خدمتگزارانش را از دیوار ۱۷ متری پایین می‌اندازد که باعث شکسته شدن هفت استخوانش می‌شود و سپس با فرود آمدن بر روی او نجات می‌یابد. او خدمتگزارش را با همان حال رها می‌کند و در کسوت بازرگانان نزد شوهر خواهرش جان سوم پادشاه ناوار فرار می‌کند. جان سوم او را مأمور می‌کند تا به فرماندهی لشکر ۱۰۰۰۰ نفره‌اش به ویانا یورش برده و کاخ ویانا را از کُنت لرین نمایندهٔ فرناندوی دوم، پادشاه آراگون پس بگیرد. چزاره این پیروزی را برای جلب حمایت دوبارهٔ فرانسویان و در نهایت پس گرفتن رم نیاز دارد.
چندی بعد اتزیو که از گفته‌های چزاره کلافه است در حالی که مردد است به پیشنهاد لئوناردو داوینچی از سیب بهشتی برای اینکه بفهمد چزاره در زندان است یا خیر استفاده می‌کند. اتزیو رم را ترک می‌کند و گروه حشاشین را به لئوناردو می‌سپارد.

### محاصرهٔ ویانا
اتزیو پس از تعقیب چزاره به حومهٔ ویانا می‌رسد. جایی که چزاره و ارتش جان سوم با ارتش ویانایی‌ها درگیرند. اتزیو به عنوان نخستین تلاشش با خنجر مخفی‌اش به سمت چزاره خیز برمی‌دارد اما چزاره می‌تواند حملهٔ او را مهار نماید. چزاره از اتزیو می‌پرسد چگونه او را یافته و اتزیو می‌گوید که سیب بهشتی ماریو آدیتوره او را به اینجا آورده است. در نهایت زرهٔ چزاره او را در برابر حملهٔ اتزیو حفظ می‌کند و به سربازانش دستور می‌دهد که به اتزیو حمله کنند. اتزیو به راحتی سربازانش را شکست داده و به دنبال چزاره می‌رود اما برخورد یک توپ جنگی به زمین در نزدیکی اتزیو او را برای مدت از هوش می‌برد. پیاده‌نظام ناوار می‌تواند جنگ را به درون شهر ببرد. توپ‌ها به قلعهٔ ویانا حمله می‌کنند و برج‌های متحرک به دیوار شهر نزدیک می‌شوند.
اتزیو سوار بر اسب به تعقیب چزاره می‌رود اما اسب او بر اثر برخورد یک توپ کشته می‌شود و اتزیو مجبور می‌شود با پاهای پیاده راهش را ادامه دهد. هر چه جلوتر می‌رود با بدن‌های سلاخی‌شدهٔ سربازان بیشتری رو به رو می‌شود. در نهایت به یک باغ زیتون نابود شده می‌رسد که نیروهای ویانا در آن‌جا کمپ زده‌اند. اتزیو مأموران گشت‌زنی و کسانی که برای مبارزه با او آمده‌اند را از بین می‌برد. در همین حال نیروهای ناوار و چزاره وارد شهر می‌شوند. زنی به سمت چزاره می‌رود تا درخواست کند که به پسر مصدومش کمک نمایند اما سربازان چزاره او را کشته و رها می‌کنند و به سمت دژ حرکت خود را ادامه می‌دهند. پس از ورود نیروهای ناوار آن‌ها مردم شهر را شکنجه می‌کنند و خانه‌هایشان را آتش می‌زنند و با سربازان مدافع در جای جای حومه و میدان‌های شهر درگیرند. اتزیو در میان سربازان دنبال راهی برای رسیدن به دژ است. او از طریق یک برج متحرک سوخته و ویران خود را به بالای بارو می‌رساند. چزاره در میان سربازانی که به قلعه حمله کرده‌اند قرار دارد.
اتزیو هنگامی که به بارو می‌رسد به چزاره هشدار می‌دهد که راه فراری ندارد و پس از کشتن سربازان مهاجم در شرایط دوئل با چزاره رو به رو می‌شود. در حالی که گاه به گاه سربازانی برای یاری چزاره می‌آیند، اتزیو آن‌ها را کشته و به مرور تکه‌های زرهٔ چزاره را که در برابر خنجر پنهانش او را محافظت می‌کند، می‌شکند.
بالاخره پس از یک نبرد طولانی، اتزیو موفق می‌شود تا خنجر پنهانش را در گلوی چزاره فروکند. چزاره ادعا می‌کند تخت پادشاهی حق اوست و او کسی است که مردم را به سمت دنیای جدید رهسپار می‌کند. اتزیو او را نادیده می‌گیرد و می‌گوید نباید کسی در تاریخ نام چزاره بورجیا را به یاد بیاورد.
چزاره پس از آن‌که پی می‌برد مرگش حتمی است غضبناک بر سر اتزیو فریاد می‌زند که هیچ‌کس مرد فانی‌ای قادر نیست او را بکشد و اتزیو نیز پیش از آن‌که او را از دیوار قلعه پایین بیندازد او را به دست سرنوشت می‌سپارد. پس از کشته شدن چزاره، فرماندهٔ ارتش ناوار، آن‌ها نیز مجبور به عقب‌نشینی می‌شوند.

### بازیابی سیب
مدتی بعد دزموند از جایش بلند شده و به دوستانش گوش می‌دهد که دربارهٔ چگونگی وارد شدن به سرداب کلوسئوم که محل قرارگیری سیب است بحث می‌کنند. ربکا می‌گوید که آن‌ها به یک رمز نیاز دارند تا وارد آن شوند. دزموند نیز به خاطر می‌آورد که این رمز باید در نشان‌هایی که بر دیوار ویلا دیده است پنهان شده باشد. شان پی می‌برد این نشانه‌ها به ۷۲ اسم خداوند اشاره دارد و رمز باید ۷۲ باشد.
در کلوسئوم دزموند به‌طور جداگانه به دنبال راهی برای ورود به سرداب می‌گردد و در همین حین جونو، خدای باستانی را می‌بیند که از سقوط نوع انسان صحبت می‌کنند. هنگامی که دزموند به کلیسای سنتا ماریا در آراکوئلی می‌رسد در را برای همراهانش باز می‌کند و همچنین شاهد خاطره‌ای است که اتزیو در طول کلیسا می‌دود. دزموند سایهٔ اتزیو را دنبال می‌کند و یک سیستم که از چهار میله و اهرم داخل کلیسا تشکیل شده است را فعال می‌نماید که باعث می‌شود یک فرورفتگی در زمین به وجود بیاید. این فرورفتگی آن‌ها را به سمت سرداب می‌برد.
اتزیو رمز را می‌گوید و در باز می‌شود. در پشت در یک اتاق خالی قرار دارد و یک سکوی بزرگ میان آن قرار گرفته است و سیب بر روی آن است. دزموند از طریق ستون‌هایی که دور سکو قرار گرفته راه خودش را به سمت سکو پیدا می‌کند در حالی که جونو با زبانی رمزی در حال گفتن چیزهایی دربارهٔ انسان‌هاست. تکه‌های بهشت و حس ششم. با این حال تنها دزموند می‌تواند صدای او را بشنود. وقتی حشاشین روی سکو می‌رسند دزموند سیب را لمس می‌کند و بلافاصله چندین نشانهٔ هولوگرافیک ظاهر می‌شود. وقتی که دزموند سیب را برمی‌دارد زمان می‌ایستد و جونو کنترل دزموند را در دست می‌گیرد. دزموند در میان کشمکشی که با جونو دارد مجبور می‌شود خنجر پنهانش را داخل شکم لوسی فروکند. سپس هر دو ناهوشیار به زمین می‌افتند در حالی که لوسی غرق در خون است.
سپس ما صدای ویلیام مایلز، پدر دزموند و هارلان تی کانینگهام را می‌شنویم که می‌گویند دزموند در شوک فرورفته است. ویلیام به هارلان می‌گوید که دزموند را داخل انیموس قرار دهد و هارلان اعتراض می‌کند که تا همین الآن انیموس تأثیرات مخربی بر دزموند گذاشته است. دزموند به حالت اغما می‌رود و ویلیام ادعا می‌کند که دزموند به واسطهٔ انیموس به زندگی ادامه می‌دهد.

## مراحل فرعی
هماننده نسخه‌های دیگر این نسخه نیز مراحلی فرعی اما متنوع تر داشت. اولین آن‌ها پیدا کردن گنجینه رومولوس که گنجینه با ارزشی از سپر و خنجر نفرین شده‌ای که توسط پیروان رومولوس محافظت می‌شوند و البته در بخش داستانی اتزیو سیب عدن را دقیقاً در یکی از مقبره‌های متعلق به پیروان رومولوس پنهان می‌کند که در آن مسیری مخفی به معبدی باستانی وجود دارد. کمک به دزدها، فاحشه‌ها، جنگجوها و پر کردن جدول‌های آنها از دیگر مراحل فرعی است.
مراحلی فرعی هم هستند که باید با کمک قاتلین انجام داده شوند مثلاً: قتل تمپلارها و البته مراحلی نیز برای پیدا کردن گنجینه طلاهای تمپلارها وجود دارد. آخرین مراحل فرعی، مراحلی مخفی هستند که باید به کمک دید عقابی در شکاف‌هایی در دیوار که به صورت عادی دیده نمی‌شود پیدا می‌شوند و بعد از ورود به این شکاف‌ها که یکی از آن‌ها برای مثال پشت خانه وزیر است شما وارد فضایی می‌شوید و باید معماهایی بسیار سخت را به کمک دوستانتان حل کنید و در پایان هر مرحله بخش کوتاهی از یک فیلم و نوشته‌هایی ظاهر می‌شوند که مفهومشان مشخص نیست.